# 氯己定
氯己定（英語：chlorhexidine）是一種消毒劑和抗菌劑，化學分子式為C22H30Cl2N10，用於手術前的皮膚消毒以及手術器械消毒，也用於清潔傷口、預防牙菌斑、治療鵝口瘡、防止導尿管阻塞。氯己定通常製成鹽類（如葡萄糖酸鹽或乙酸鹽），以增加其穩定性，並以液體或粉末形式使用。
使用後的副作用有皮膚不適、牙齒變色和過敏反應，氯己定除會導致牙齒變色之外，其使用風險似乎與聚維酮碘相同。使用液態氯己定漱口會有苦的金屬味餘韻。用水沖洗會增加苦味，因此不建議使用。直接接觸眼睛可能導致結膜炎等眼部疾病。個體於懷孕期間使用對於胎兒似乎安全。氯己定可與酒精、水或表面活性劑混合。它對多種微生物有作用活性，但不能滅活孢子。
氯己定於1950年代開始用於醫療用途，在美國可作為非處方藥購得。它已被納入世界衛生組織基本藥物標準清單之中。此藥物於2021年在美國最常使用處方藥中排名第247，開立的處方箋數量超過100萬張。

## 使用
氯己定用於消毒（皮膚和手部）、化妝品（乳霜、牙膏、除臭劑和止汗劑）添加劑和藥物（滴眼劑中防腐劑、傷口敷料和抗菌漱口水中的活性物質）。 在一份2019年考科藍合作組織發表的審查報告中的結論是，由重症病患取得品質非常低的證據，"尚不清楚用氯己定洗澡是否會減少醫療照顧相關感染、死亡率或加護病房住院時間，或者是否使用氯己定會導致更多的皮膚反應。"
在牙髓病學治療案例，會普遍使用氯己定於根管沖洗和根管內敷料用途。另一種功能類似的藥物 - 次氯酸鈉也受普遍使用。

### 抗菌劑
氯己定對革蘭氏陽性菌和革蘭氏陰性菌、兼性厭氧菌、需氧菌和酵母菌具有活性。它對革蘭氏陽性菌特別有效（濃度≥1微克/升（μg/L））。對於革蘭氏陰性菌和真菌則需明顯更高的濃度（10至超過73微克/毫升（μg/mL））。氯己定對小兒麻痺病毒和腺病毒無效。針對皰疹病毒的有效性尚未得到明確確定。
有強有力證據顯示氯己定比聚維酮碘對於清潔手術更有效。有證據表明它是上肢手術時的有效抗菌劑。
跨越數十年的後設資料顯示氯己定針對引起手術部位感染微生物的功效並未改變，消除醫界對其有新出現抗藥性的擔憂。

### 牙科用途

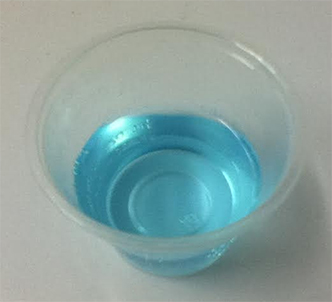
商品名為Perichlor的氯己定葡糖酸鹽（濃度0.12%)溶液。

使用以氯己定為主成分的漱口水與正常的牙齒護理相結合可幫助減少牙菌斑積聚，並改善輕度牙齦病。沒有足夠的證據來確定其對中度至重度牙齦病的效果。將其用作漱口水成分會產生許多不良反應，包括損害口腔內膜、牙齒變色、牙結石堆積和味覺受損。當使用氯己定漱口液為期四個星期或更長時間，就會發生外源性牙齒變色。
含有氯己定的漱口水，其對牙齒的染色程度比經典溶液（其中有許多含有鋅螯合物）為少。
氯己定是一種陽離子，可與牙膏中的陰離子成分（例如十二烷基硫酸鈉和單氟磷酸鈉）相互作用，形成溶解度低且抗菌活性降低的鹽。因此，為增強氯己定的抗牙菌斑作用，" 刷牙和用CHX[氯己定]漱口水之間的時間間隔以超過30分鐘為佳，為求謹慎，可間隔兩小時" 。

### 外用藥
葡萄糖酸氯己定被用作手術皮膚洗刷清潔劑、皮膚傷口清潔劑、術前皮膚準備和殺菌洗手液。氯己定眼藥水曾被用於緩解棘阿米巴角膜炎所引起的症狀。
氯己定是一種非常有效的抗菌劑，其在新生兒臍帶護理方面的使用在世界各地不斷增長。在一份2015年考科藍合作組織發表的審查報告，有高品質的證據顯示在社區環境中，使用氯己定進行皮膚或臍帶護理可將新生兒臍炎的發生率降低50%，將新生兒死亡率降低12%。

## 副作用
使用後的副作用有皮膚不適、牙齒變色和過敏反應，氯己定除會導致牙齒變色之外，其使用風險似乎與聚維酮碘相同。
氯己定具有耳毒性，如果進入破裂的耳道，可能會導致聽力喪失。
氯己定不符合歐洲手部消毒劑規範。在歐洲標準EN 1499的測試條件下，含4%的葡萄糖酸氯己定溶液與肥皂的功效並無顯著差異。美國里士滿退伍軍人管理醫療中心於2007年至2009年間進行一項整群隨機試驗，結論是每天對加護病房患者使用浸有氯己定葡糖酸鹽的毛巾洗澡，可降低其發生醫療照顧相關感染的風險。
醫界對於多年長期接觸此藥物是否有致癌可能尚無清楚概念。美國食品藥物管理局（FDA）建議將葡萄糖酸氯己定漱口水的使用期限限定為最多六個月。
個體攝入氯己定後，因在消化道中吸收不良，會引起胃部不適或噁心。有一例報告，當個體將足夠高濃度的氯己定吸入肺部，有導致急性呼吸窘迫症候群的高風險，有致命可能。

## 作用機轉
氯己定鹽在生理pH值下會解離並釋放帶正電荷的陽離子。殺菌作用是陽離子與帶負電的細菌細胞壁結合的結果。低濃度的氯己定可產生抑菌作用，而濃度升高後，會導致細菌膜破裂，而致死亡。

## 化學
氯己定是一種陽離子雙胍類。

## 效用鈍化
當氯己定與陰離子化合物形成不溶性鹽時，其活性會鈍化，此類陰離子化合物包括牙膏和漱口水中常用作清潔劑的陰離子表面活性劑、聚丙烯酸等陰離子增稠劑和陰離子乳化劑等。因此應在使用其他牙科產品後至少30分鐘才使用氯己定漱口水。

## 合成
氯己定結構是由兩個普羅胍尼分子為基礎，以己二胺作為連結基構成。

## 社會與文化

### 品牌
氯己定外用藥的商品名稱有Betasept、Biopatch、Calgon Vesta、ChloraPrep One-Step、Dyna-Hex、Hibiclens、Hibistat Towelette、Scrub Care Exidine和Spectrum-4等。
葡萄糖酸氯己定漱口水的商品名稱有Dentohexin、Paroex、Peridex、PerioChip、Corsodyl和 Periogard等。

## 獸醫學
氯己定在動物治療中可用於傷口局部消毒，皮膚感染治療。乳牛養殖業會使用以氯己定為主成分的消毒劑產品。
貓術後的呼吸系統問題與使用氯己定產品有關聯。